# University City (San Diego)
University City es una comunidad de la ciudad de San Diego, California, Estados Unidos. Esta comunidad es a menudo llamada como  Golden Triangle o en español como el Triangulo Dorado ya que limita con tres autovías; la Interestate 5 al oeste, Interestatal 805 al noreste, y la Ruta Estatal 52 al sur. El centro comercial University Towne Center está localizado cerca de University City, mientras que el campus de la Universidad de California, San Diego, en la cual cuyo nombre se deriva, está al oeste. La preparatoria de la zona es University City High School. Muchos residentes de la zona simplemente la consideran como parte de la La Jolla, la amplia comunidad al oeste de la I-5, o como "East La Jolla,". Debido a que estas comunidades son todas parte de la ciudad de San Diego, no hay ningún límite oficial entre ellas. 
La comunidad de University City tiene dos partes distintas y está dividida por Rose Canyon y unas vías férreas. Al sur de Rose Canyon se encuentra la parte más antigua de University City, e históricamente referida como University Square, en Governor Drive. La zona es principalmente residencial con muchas casas familiares a lo largo de Governor Drive. La zona también cuenta con una plaza comercial en Governor y Genesee con una supermercado Vons y una farmacia Rite Aid. En el oeste se encuentra otra plaza comercial que alberga un Henry's Marketplace en Governor y Regents. Univercity City también cuenta con muchas escuelas, parques, escuelas primarias y una librería. Justo al suroeste de la Salida Governor Drive de la I-805 está una zona comercial con muchas oficinas y edificios medianos. El Grupo Consumista de Impuestos Intuit fue una de las empresas que estaba ahí hasta el 2007, cuando se mudó a otro campus en Torrey Highlands otro barrio de San Diego. La zona de la Universidad de California fue desarrollada a principio de los años 1960 y 70s.
El 8 de diciembre de 2008 a aproximadamente a las 11:59:00 AM (PST) un caza F-18 se estrelló cerca de una base militar (NAS Miramar) en varias casas, destruyendo dos casas en las esquinas de las calles Cather y Huggins y matando a dos personas. El piloto salió del avión antes del impacto.

## Barrios
Los barrios que limitan con University City son:
- Al sur: Clairemont
- Al oeste: La Jolla
- Al este: Miramar y Marine Corps Air Station Miramar
- Al norte: Sorrento Valley y Sorrento Mesa

## Educación
Southern University Square tiene tres escuelas y una filial de una librería comunitaria:
- Marie Curie Elementary School (4080 Governor Drive • San Diego, CA 92122)
- Standley Middle school (6298 Radcliffe Drive • San Diego, CA 92122)
- University City High School (San Diego) (6949 Genesee Avenue • San Diego, CA 92122)
- Al este de University Square se encuentra la Universidad de California, San Diego[6][7]
- Biblioteca Pública de San Diego - University Community Branch Library, 4155 Governor Drive • San Diego, CA 92122-2501

## Recreación
- Varios campos de golf en la zona de San Diego pueden ser reconocidas como lugares para niños. Uno de esos campos es el Campo de Golf de University City y está situado en la Interestatal 805, en la salida de Governor Drive (6301 Gullstrand Street, San Diego, CA 92122). El campo cuenta con 9 hoyos, y su par es de 27. La mayoría de los agujeros están a 90 metros de largo, con excepción de un "monstruoso" agujero, la 6ª, que está a 130 metros.